# Nudo artistico nella fotografia
(Photography,
Volume 3, 1891, p. 802)

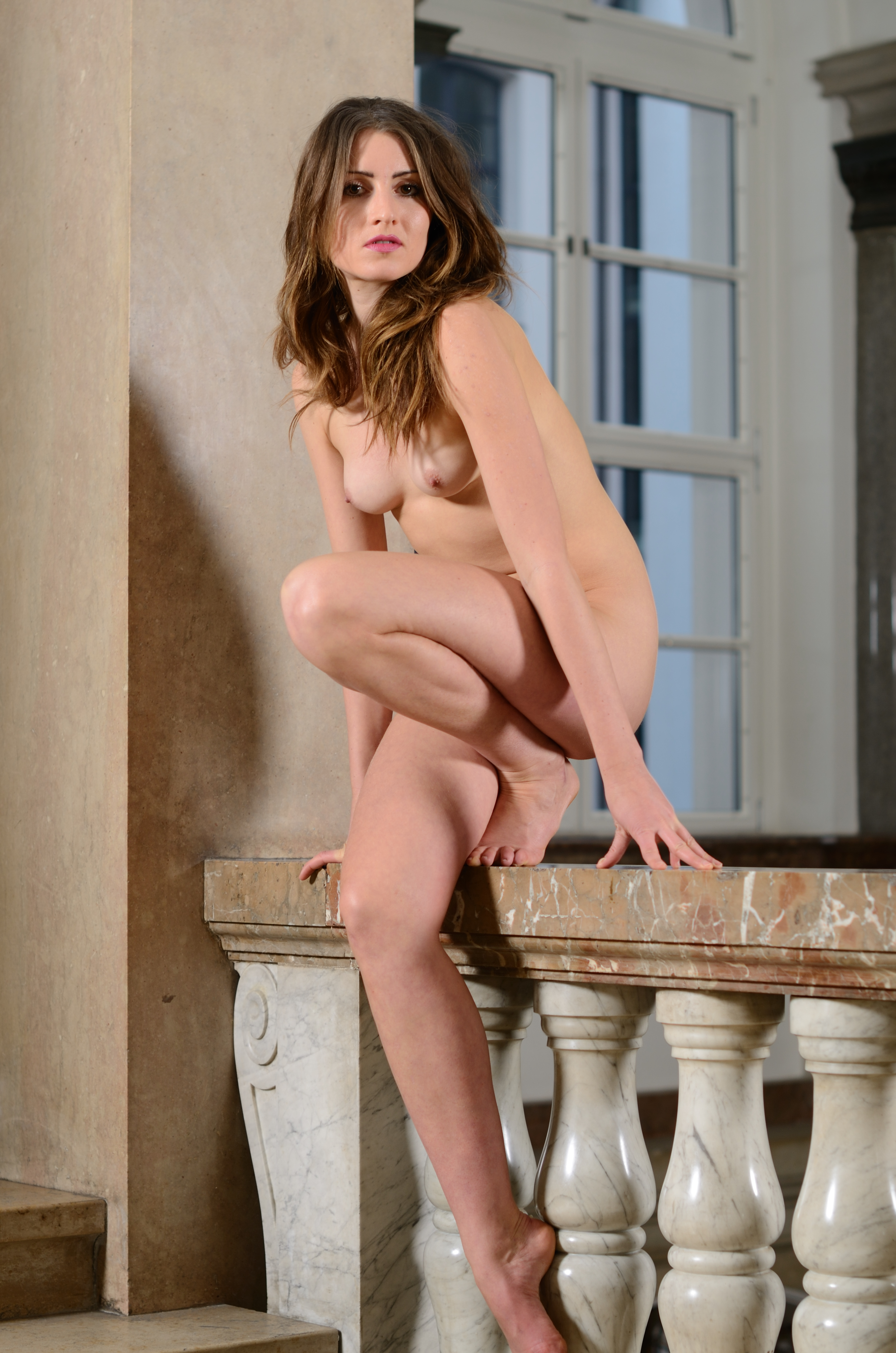
Un esempio di fotografia avente come soggetto un nudo artistico.

Il nudo artistico nella fotografia è un genere fotografico che rappresenta una o più persone nella loro nudità, parziale o totale. Il nudo artistico si differenzia dal nudo fotografico in generale, dalle fotografie di nudo a tema erotico (spesso a scopo commerciale) e da quelle utilizzate per i documenti di medicina o antropologia (a scopo informativo) poiché la fotografia mette in enfasi la creatività del fotografo e l'estetica, enfatizzando inoltre la geometria e le forme del corpo umano. 
Come tutti i generi concernenti la nudità, al nudo artistico nella fotografia viene spesso associato l'erotismo, che comunque passa in secondo piano. La nudità è un soggetto controverso in tutte le forme d'arte, ma in particolar modo nella fotografia a causa del suo realismo intrinseco.

## Storia

### Primi anni

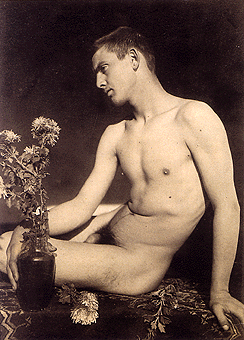
Un nudo di Guglielmo Plüschow.

I primi dagherrotipi di nudo accademico (così come di nudo erotico e pornografico) risalgono agli albori della fotografia. Nel diciannovesimo secolo molti artisti della scuola di belle arti di Parigi che frequentavano il corso di anatomia artistica, come i loro "colleghi" a Londra e in altri paesi, adoperarono la fotografia come nuovo mezzo per studiare un modello. La cronofotografia con soggetti nudi di Eadweard Muybridge e Albert Londe servì a studiare il movimento e l'azione muscolare, che l'arte accademica cercava di rappresentare realisticamente. Queste fotografie non uscivano dagli atelier perché gli artisti le consideravano dei documenti, non delle opere d'arte.
I nudi artistici fotografici erano più controversi di quelli dipinti, quindi per evitare la censura molte delle prime fotografie giustificarono i loro scatti come "studi per artisti", mentre altre vennero prese come modello da alcuni pittori come sostituto di un modello dal vivo. Eugène Delacroix fu tra i primi a dipingere dei dipinti prendendo come modello delle fotografie scattate appositamente per lui dal suo amico Eugène Durieu. Edgar Degas talvolta realizzò egli stesso le fotografie da prendere come modello per le sue tele. Thomas Eakins si rifece alla fotografia per realizzare gli studi dei suoi dipinti, come nel caso di The Swimming Hole. Anche Gustave Courbet prese da modello delle fotografie per i suoi quadri.

Tuttavia, se i moralisti tolleravano il disegno di un nudo, in quanto serviva agli artisti per apprendere ed era una rappresentazione idealizzata, essi disprezzavano la nudità nella fotografia: il moralista Ernest Bersot la definì "innominabile".

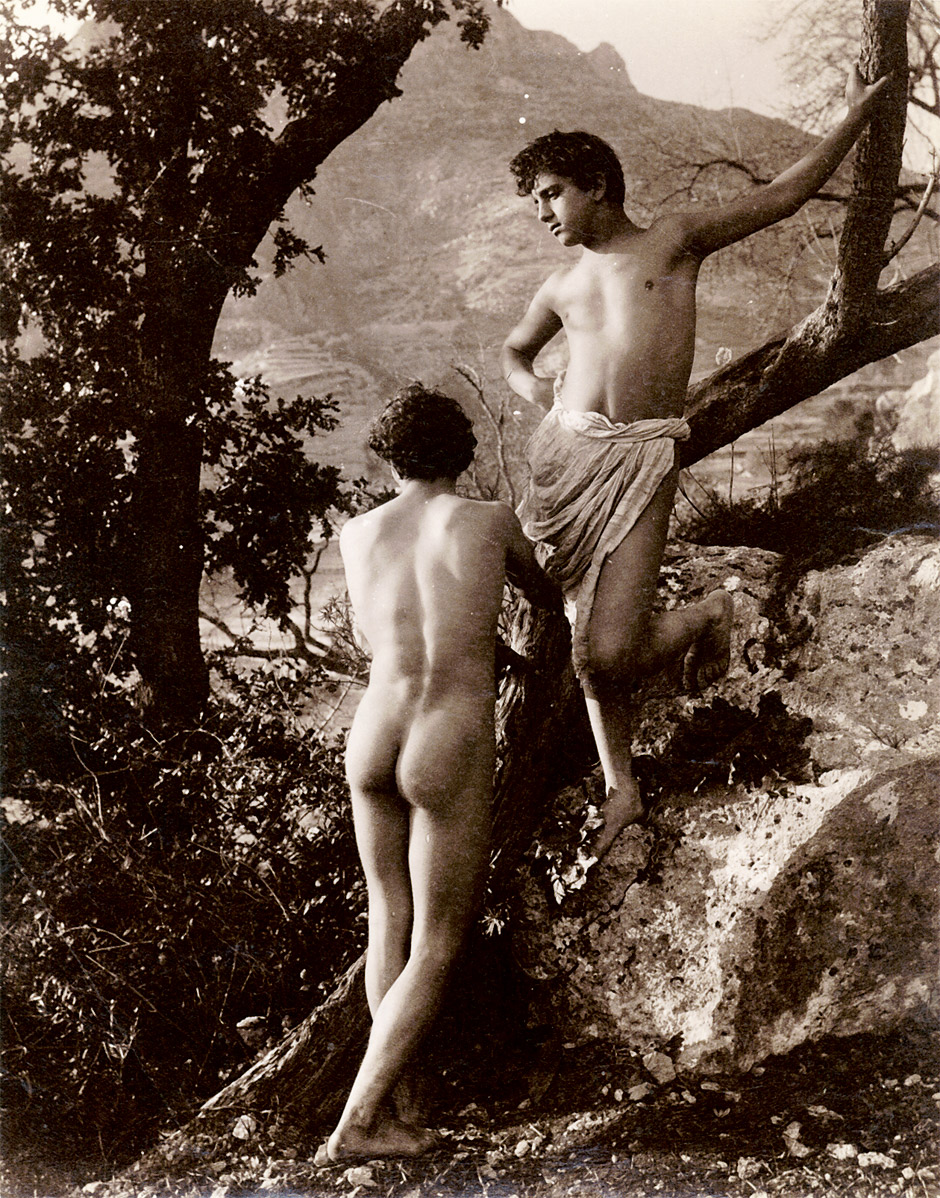
Due giovani ragazzi ritratti da Wilhelm von Gloeden (1900 circa).

Contemporaneamente si diffusero le fotografie erotiche e, a partire dalla loro invenzione nel 1851, le immagini stereoscopiche che aumentavano il realismo fotografico grazie all'illusione del rilievo. Il nudo maschile nella fotografia emerse con i primi fotografi come Jean Louis Marie Eugène Durieu, Albert Londe, Thomas Eakins e soprattutto Wilhelm von Gloeden, Guglielmo Plüschow e Vincenzo Galdi. Gli ultimi tre fotografavano spesso all'esterno lungo le coste della Sicilia o dell'Africa settentrionale, privilegiando dei ritratti di adolescenti in scene di genere ispirate all'antichità greca.
A partire dall'ottobre del 1902, a Parigi, Émile Bayard iniziò la pubblicazione della rivista Le Nu esthétique, una serie mensile di fascicoli dove erano ritratti uomini e donne come dei veri "quadri fotografici". Due anni dopo, Amédée Vignola lanciò L'Étude académique, che presentava esclusivamente dei nudi di donna. Seguirono diverse altre rassegne sul medesimo argomento esposte da Frédéric Dillaye nel 1903. Le recensioni dell'epoca, tuttavia, non riconoscevano queste fotografie come delle opere d'arte, in quanto erano anonime e servivano solo per sostituire i modelli dal vivo per gli artisti.

### Epoca moderna
Dopo la prima guerra mondiale, il genere del nudo artistico nella fotografia cominciò ad essere praticato allo stesso modo di altri generi fotografici. La distinzione difficile tra il "nudo", ideale, e la "figura svestita", sensuale e condannabile, rimase la base dell'argomentazione dei fotografi di nudo che cercavano l'approvazione nella società.

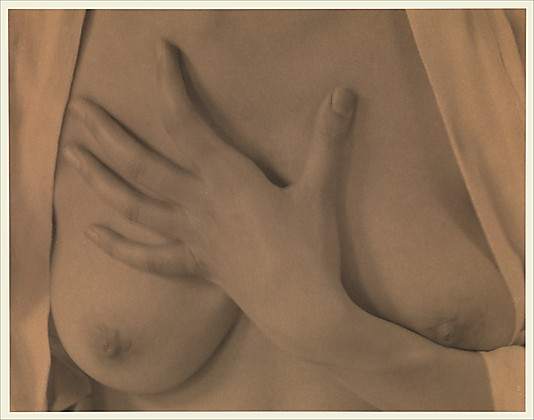
La fotografia Georgia O’Keeffe, Hands and Breasts di Alfred Stieglitz, ritraente il seno scoperto di Georgia O'Keeffe.

Alfred Stieglitz è una delle figure centrali della fotografia negli Stati Uniti del ventesimo secolo, avendo portato l'arte moderna in America ed avendo esposto questo nuovo genere d'arte nelle gallerie nuovaiorchesi. Alfred Stieglitz è noto al pubblico soprattutto per la sua relazione con la pittrice Georgia O'Keeffe, le cui fotografie in stato di nudità vennero esposte nel 1921, nonostante egli fosse già sposato (in seguito Stieglitz divorzierà per sposare O'Keeffe nel 1924). Stieglitz usava la macchina fotografica come una sorta di specchio. Nel 1925 egli scrisse che le sue fotografie "sono sempre nate da un bisogno interiore, un'esperienza dello spirito."
Imogen Cunningham cominciò a scattare fotografie a Seattle, nel 1905, concentrandosi sullo stile pittorialista allora popolare, ma sarà lo stile moderno, sviluppatosi più avanti nella sua carriera, che la renderà famosa. Si pensa che ella sia stata la prima fotografa a ritrarre un uomo nudo (suo marito Roi Partridge).
Alla fine degli anni Venti, Man Ray sperimentò la solarizzazione, o processo Sabatier, una tecnica che gli valse la stima della critica, soprattutto dai surrealisti. Nelle sue opere egli trasferì la sua esperienza di pittore dadaista. Molte delle figure centrali del surrealismo, come André Breton, René Magritte e Salvador Dalí, seguirono l'esempio dello statunitense e cominciarono ad adoperare la fotografia. Altri fotografi, come Maurice Tabard and Raoul Ubac, si ispirarono direttamente alle tecniche di Man Ray, mentre altri come André Kertész e Brassaï furono influenzati in modo indiretto.
Nel 1933, Daniel Masclet organizzò una mostra sul nudo fotografico che vide la partecipazione di Man Ray, Jean Moral, Laure Albin-Guillot, František Drtikol, László Moholy-Nagy e Adolf de Meyer e in seguito pubblicò il catalogo illustrato con il titolo Nus - La beauté de la femme ("Nudi - La bellezza della donna").
Edward Weston sviluppò un'estetica particolarmente americana, usando una fotocamera di grande formato per scattare dei paesaggi e dei nudi fotografici. Nel 1937 Weston divenne il primo fotografo a ricevere il premio Guggenheim Fellowship. Molte delle sue fotografie ritraggono la sua assistente e musa Charis Wilson senza veli.
Bill Brandt è noto soprattutto per una serie di fotografie di nudo realizzate tra il 1945 e il 1961, le quali sono sia personali che universali, sensuali e strane, ed esemplificano collettivamente il "senso di meraviglia" che è fondamentale nelle sue opere. Diane Arbus era interessata alla gente insolita in degli ambienti insoliti, inclusi i villaggi per nudisti. Lee Friedlander scelse dei soggetti più convenzionali, uno dei quali fu Madonna come giovane modella.

### Epoca contemporanea

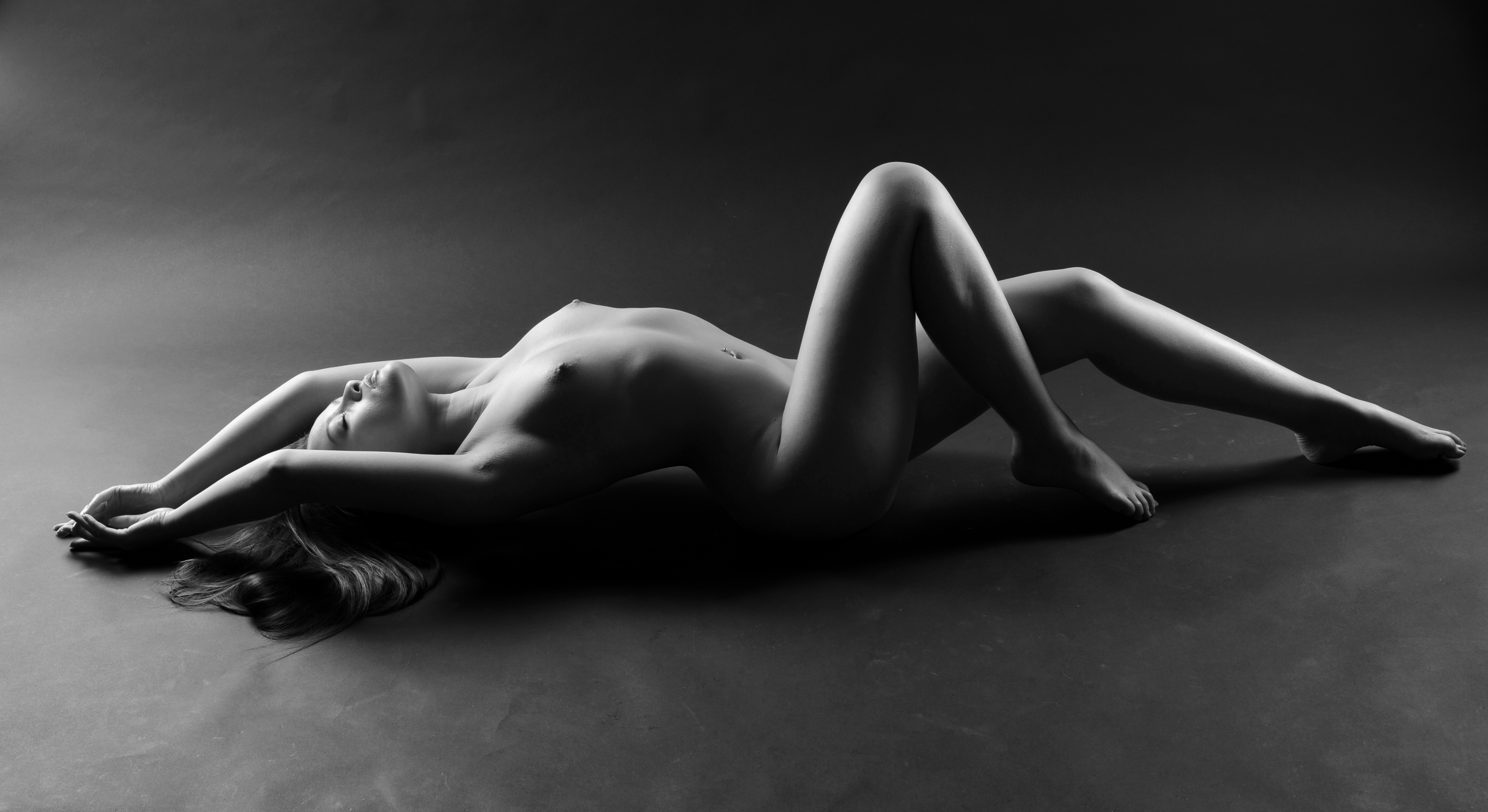
Un nudo artistico femminile di Jean-Christophe Destailleur.

Nella seconda metà del ventesimo secolo, il nudo in generale nella fotografia conobbe una diffusione notevole grazie ai mezzi di comunicazione di massa. Tra i nudi artistici scattati in questo periodo si cita la celebre fotografia Imogen and Twinka di Judy Dater, che raffigura una Imogen Cunningham novantunenne insieme alla modella nuda Twinka Thiebaud. Questa fotografia è stata la prima che mostrava un nudo adulto frontale ad essere pubblicata sul periodico Life, nel 1976, ed è l'opera più celebre dell'artista. David Hamilton è noto per le sue fotografie in bianco e nero che arrivavano anche a raffigurare degli adolescenti. Lo statunitense Spencer Tunick è noto per le sue fotografie raffiguranti dei gruppi di persone in stato di nudità, a volte anche centinaia, spesso scattate in contesti urbani.

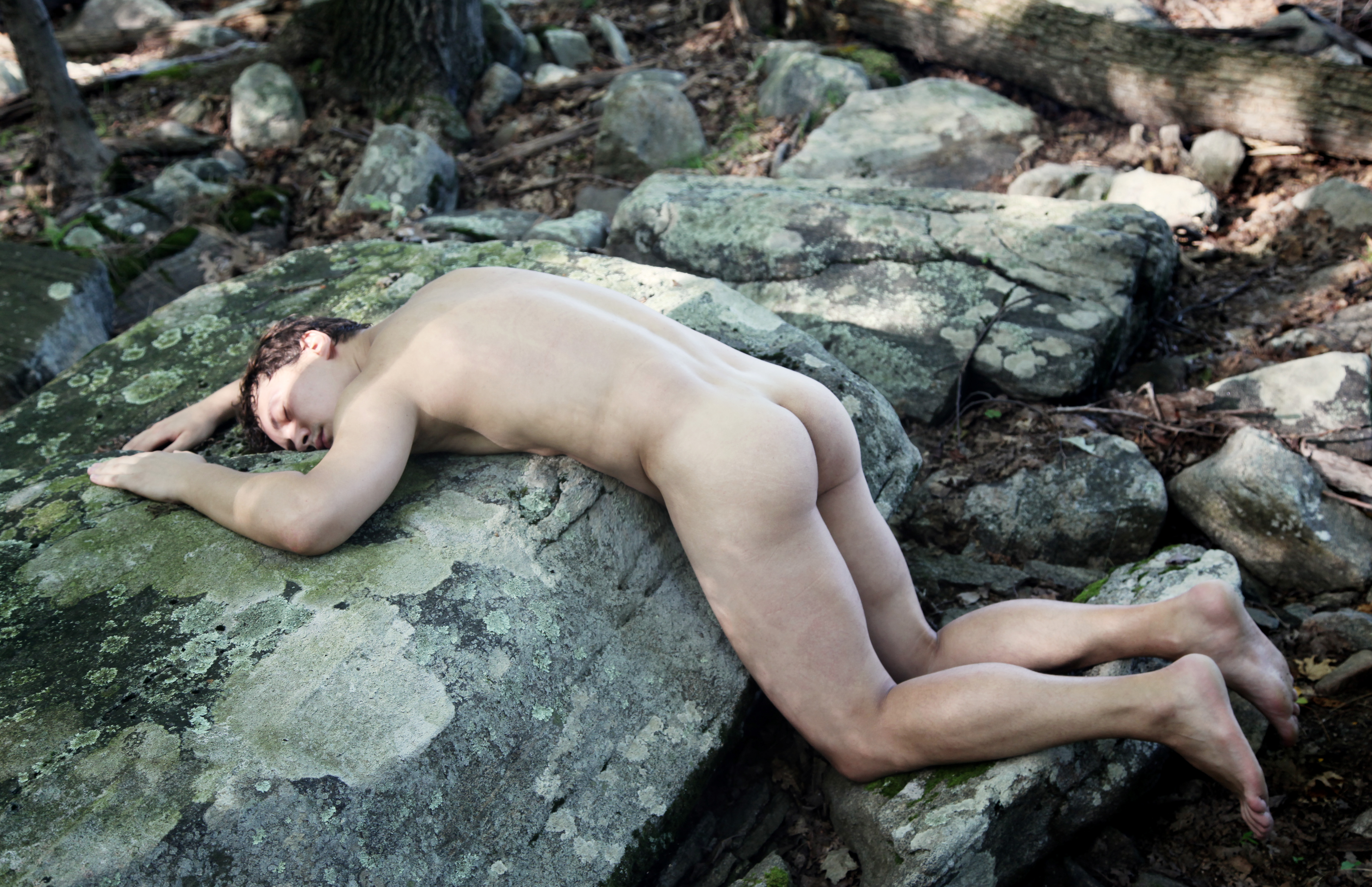
Una nudo artistico maschile di Aleksandr Kargal'cev.

Altri fotografi famosi di epoca contemporanea sono Richard Avedon, Helmut Newton e Annie Leibovitz, che hanno ritratto alcuni personaggi famosi senza veli. Per esempio, lo scatto More Demi Moore di Annie Leibovitz, raffigurante l'attrice statunitense Demi Moore nuda e incinta e pubblicato sulla rivista Vanity Fair nell'agosto del 1991, divenne famoso (e controverso) in breve tempo, a tal punto da divenire una delle opere più note dell'artista. Successivamente, la Leibovitz realizzò un altro nudo artistico ritraente Demi Moore e intitolato Demi's Birthday Suit, raffigurante l'attrice con un abito formale dipinto sul suo corpo (in inglese l'espressione birthday suit, letteralmente "abito di nascita", indica proprio la nudità).
Per i suoi scatti, Joel Peter Witkin adopera uno stile macabro e spesso ritrae dei personaggi bizzarri, disabili o strani, reinterpretando in chiave grottesca dei temi artistici del passato. Il fotografo finlandese Arno Rafael Minkkinen è autore di vari ritratti e autoritratti fotografici di nudo ambientati nei paesaggi del suo paese natale.
All'inizio del ventunesimo secolo, è diventato difficile fare una dichiarazione artistica sulla fotografia di nudo, data la circolazione di immagini non artistiche e pornografiche, le quali "contaminano" il soggetto nella percezione di molti spettatori, limitando le opportunità di esporre o pubblicare le immagini.